# Conflicte kurd-iraquià de 2017
El conflicte kurd-iraquià de 2017 va suceïr a la regió kurda del nord d'Iraq, l'anomenat Kurdistan Iraquià, el 15 d'octubre de 2017, poc després del referèndum sobre la independència del Kurdistan iraquià del 25 de setembre. La crisi diplomàtica entre el Govern iraquià i el govern regional del Kurdistan (KRG) va augmentar la tensió del conflicte quan l'exèrcit iraquià va atacar la ciutat de Kirkuk. El conflicte va provocar la pèrdua de la principal font d'ingressos dels kurds iraquians dels camps de petroli de Kirkuk.

## Antecedents
Després del referèndum sobre la independència del Kurdistan iraquià el 2017, promogut pel president de la Regió del Kurdistan iraquià, Masud Barzani, el setembre de 2017, el primer ministre de l'Iraq, Haider al-Abadi va demanar "cancel·lar" el resultat del referèndum i va demanar al KRG iniciar un diàleg dins "el marc de la constitució". A l'octubre, l'Iraq va començar a traslladar les seves forces de seguretat a les zones alliberades pel l'exèrcit dels Peixmerga després de l'entrada de d'Estat Islàmic i totes les zones en disputa fora de la regió kurda, incloent a Kirkuk.

## Esdeveniments principals
El 16 d'octubre de 2017, les forces Peixmerga van ignorar la data límit per retirar-se de les zones en disputa de l'Iraq. Aquesta negativa va resultar en que les forces iraquianes i les Forces de Movilització Popular (PMU) assaltessin la ciutat de Kirkuk i la seva província el 15 d'octubre de 2017. Davant la negativa de la coalició internacional d'intervenir i considerar els esdeveniments com "moviments coordinats, no atacs". Les forces Peixmerga van retirar-se sense oposar cap resistència. El mateix dia, les forces iraquianes van avançar i capturar la ciutat de Tuz Khurmatu, a la província de Saladin, a 60 km al sud de Kirkuk, així com Kifri a la Governació de Diyala.
El 17 d'octubre de 2017, aquest cop més al nord va continuar l'ofensiva iraquiana, amb la captura de Khanaqin prop de la frontera iraniana, així com Jalawla, Bashiqa i Sinjar a la Síria.
El 18 d'octubre de 2017, la presa de Mossul i altres territoris circumdants van caure en mans de l'exèrcit iraquià. Durant els enfrontaments amb l'exèrcit Peixmerga, alguns soldats van caure morts.
El 19 d'octubre de 2017, segons el governador d'Arbela, 100.000 kurds van haver de fugir de la ciutat de Kirkuk i Tuz Khurmatu després de la victòria de les forces iraquianes, refugiant-se a Arbela i Suleimaniya. Hemin Hawrami, assistent sènior del president del KRG, Masoud Barzani, va afegir en un comunicat que 57.000 famílies de Kirkuk necessitaven "assistència immediata" després d'haver fugit de la "violència, el saqueig i els delictes" comesos per les forces PMU iranianes. També es va informar que les oficines d'assistència de les Nacions Unides van rebre informes que déien que a la ciutat de Tuz Khurmatu es van destruir fins a 150 cases i es van incendiar 11 cases.
El 19 d'octubre de 2017, una persona va morir i tres ferits en una protesta contra les forces iraquians a la ciutat de Khanaqin, segons Rudaw.
El 20 d'octubre de 2017, es va produir la va ser considerada com la primera batalla significativa en la qual les tropes Peixmerga van resistir, a Altun Kupri. Fonts kurdes van informar que més de 150 lluitadors de la PMU van ser caure morts o van ser ferits durant els enfrontaments.

## Diàleg
Els comandants iraquians i peixmerga van mantenir converses a Mosul el 28 d'octubre per resoldre la crisi sobre les àrees en disputa. Enmig de la crisi, el president de KRG, Masoud Barzani, va anunciar el 29 d'octubre que no demanaria al Parlament la seva renovació l'1 de novembre, transferint els seus poders presidencials a les institucions del KRG.
El 31 d'octubre, el primer ministre, Haider al-Abadi, va anunciar que l'Iraq havia recuperat el control de totes les zones en disputa. En una conferència de premsa, al-Abadi també va acusar alguns mitjans de comunicació vinculats al KRG d'"incitar obertament a la violència contra les forces federals". Mentrestant, l'agència d'informació Anadolu va informar que les forces turques i iraquians havien capturat el pas fronterer d'Ibrahim Khalil.
El dia 2 de novembre, el KRG va oferir un desplegament conjunt a Faysh Khabur, que el departament de defensa va afirmar ja haver plantejat el 31 d'octubre, un alto el foc en tots els fronts, la cooperació continuada en la lluita contra Estat Islàmic i el desplegament conjunt en àrees controvertides.
El Primer Ministre del Kurdistan iraquià, Nechirvan Barzani, va dimitir l'1 de novembre i va declarar el 6 de novembre que el KRG lliuraria els ingressos del petroli a canvi que el govern central acordés pagar la part habitual del 17% dels pressupostos federals. El Tribunal Federal Suprem de l'Iraq va dictaminar el mateix dia que cap regió o província es podia independitzar.
El KRG va declarar el 14 de novembre que acceptaria la decisió del tribunal. Haider al-Abadi va declarar el mateix dia que actuaria aviat a les zones frontereres sota control kurd, però aquesta vegada la recuperarien sense violència.